# Баскалци
Баскалци (болг. Баскалци) — село в Благоевградской области Болгарии. Входит в состав общины Петрич. Находится примерно в 20 км к северо-западу от центра города Петрич и примерно в 61 км к югу от центра города Благоевград. По данным переписи населения 2011 года, в селе  проживало 82 человека, преобладающая национальность — болгары.

## Население
| Год     | 1934 | 1946 | 1956 | 1965 | 1975 | 1985 | 1992 | 2001 | 2011 |
| ------- | ---- | ---- | ---- | ---- | ---- | ---- | ---- | ---- | ---- |
| Жителей | 283  | 293  | 298  | 454  | 293  | 182  | 130  | 123  | 82   |

|  |